# Miniaturistică (știință)

Pagina de frontispiciu a liturghierului realizat de ieromonahul Calinic la 1700 pentru Constantin Brâncoveanu

Miniaturistica este disciplina specială a istoriei care se ocupă de identificarea, cercetarea, descrierea și catalogarea diverselor reprezentări grafice cu caracter artistic (miniaturi) realizate în antetul sau cuprinsul actelor, manuscriselor sau tipăriturilor în vederea determinării semnificației și valorii artistice a acestora.
Miniaturistica este un domeniu la granița dintre știință și critica de artă, având o utilitate practică legată mai mult de restaurarea documentelor decât de extragerea de informații din studiul lor, interpretarea diverselor simboluri fiind totuși una subiectivă. Accentul în obținerea de informații cu caracter istoriografic este pus pe studiile comparative, din care rezultă definirea unui curent în artă, specific unei perioade sau locații, în ornarea documentelor și circulația acestui curent, sau a unor teme, în timp și spațiu.
Dezvoltarea acestei științe este evident legată de dezvoltarea codicologiei, mulți cercetători contopindu-le, lăsând miniaturistica ca domeniu specific criticii de artă. 
"Mini" este un element prim compunere savantă cu semnificația de "minim", "foarte mic", "în miniatură". Termenul provine din limba engleza - mini.